# Zhao Hong (Juristin)
Zhao Hong ist eine chinesische Juristin, Hochschullehrerin und ehemaliges Mitglied des Appellate Body der Welthandelsorganisation. Sie war von den 27 Mitgliedern des Gerichtes, eine der nur fünf Frauen unter den Mitgliedern.

## Leben
Zhao Hong begann ihr Studium der Rechtswissenschaften an der Rechtswissenschaftlichen Fakultät der Universität Peking. Sie schloss ihre Studien mit einem Bachelor, Master und einem Ph.D. in Rechtswissenschaften ab.
Sie diente in der Vertretung Chinas bei der WTO und war dort Chef der rechtlichen Abteilung. Während dieser Zeit präsidierte sie über das Committee on Trade-Related Investment Measures. Im Anschluss diente sie im chinesischen Handelsministerium als Leiterin der Handelsverhandlungen in der Abteilung für WTO-Angelegenheiten. In dieser Funktion vertrat sie die Volksrepublik in zahlreichen Verhandlungen, so in den Verhandlungen des Trade Facilitation Agreement und des Information Technology Agreement.
Sie arbeitete zwischen 1999 und 2004 als Jurorin am Zweiten mittleren Volksgericht Pekings.
2016 wurde sie zusammen mit dem Koreaner Kim Hyun-chong als bisher letzte Mitglieder des Appellate Body gewählt von den Mitgliedern der WTO. Sie diente bis 2020, wobei am 11. Dezember 2019 die Amtszeit der anderen zwei noch verbliebenen Mitglieder, Ujal Singh Bhatia und Thomas R. Graham endeten und sie bis zum Ende ihrer Amtszeit Ende 2020 damit das einzige offizielle Mitglied des Gerichtes war. Jedoch arbeiteten die Richter noch an den bereits begonnenen Fällen weiter, sodass unter der Beteiligung Zhaos im Juni 2020 der letzte Bericht des Appellate Body veröffentlicht wurde. Ihre Amtszeit endete dann am 30. November 2020. Von den zu diesem Zeitpunkt 27 berufenen Mitgliedern des Gerichtes war sie eine von nur fünf Frauen.
Sie ist Direktorin des South China International Arbitration Center.

## Wirken
Im Rahmen ihrer Arbeit in Chinas Ministerien arbeitete sie an der Erarbeitung verschiedener Gesetze in den Bereichen Wirtschaft- und Handelsrecht seit den 1990ern.
Sie lehrte an verschiedenen Universitäten internationales Handelsrecht, Welthandelsrecht und Recht des geistigen Eigentums.

## Ansichten
In ihrer Rede aufgrund ihres Ausscheidens aus dem Appellate Body sprach Zhao über die Kritik am Gericht. Unter anderem wies sie die Kritik zurück, dass das Gericht judicial activism betreiben würde. So habe das Gericht nur seine Pflicht getan, die ihm das Dispute Settlement Understanding übertragen habe.